# Cezary z Heisterbach
Cezary z Heisterbach, Caesarius von Heisterbach, Caesarius z Heisterbach (ur. ok. 1180 w Kolonii lub w okolicy, zm. ok. 1240 w klasztorze w Heisterbach) – cysterski zakonnik, teolog i przeor klasztoru w Heisterbach w Siedmiogórach k. Oberdollendorfu w dzisiejszej Nadrenii Północnej-Westfalii. 
Wychował się w Kolonii, gdzie uczęszczał do miejscowej szkoły katedralnej, ucząc się teologii, filozofii i literatury klasycznej. W 1199 został zakonnikiem w klasztorze cysterskim w Heisterbach, przebywając tam do końca życia. Pełnił w nim m.in. funkcję mistrza nowicjatu, a od 1228 przeora. Wraz ze swoim opatem brał udział w wyjazdach do wielu miast niemieckich oraz do Fryzji.  
Uchodził za utalentowanego nauczyciela nowicjuszy i na prośbę przełożonego swoje nauki spisał w "Dialogus Miraculorum". Dzieło to, ujęte w postaci pytań nowicjusza i odpowiedzi mistrza nowicjatu, oprócz kwestii teologiczno-filozoficznych zawiera informacje o realiach życia zakonnego i wydarzeniach z ówczesnej epoki. Szybko stało się popularne i jeszcze w XVI w. było używane w nauczaniu w klasztorach cysterskich. W epoce nowożytnej było wydawane drukiem zarówno w łacińskim oryginale, jak i w tłumaczeniach na niemiecki i angielski. Napisał także biografię arcybiskupa Kolonii św. Engelberta i św. Elżbiety. 